# Tris(2-chlorisopropyl)phosphat
Tris(2-chlorisopropyl)phosphat, abgekürzt TCPP oder TCIPP, ist eine chemische Verbindung. Es ist ein Phosphorsäureester und wird als Flammschutzmittel verwendet. Der vielfältige Gebrauch von TCPP in Kunststoffen und der Umstand, dass es in Kläranlagen nicht effizient entfernt werden kann, führt dazu, dass es in Abwässern im Spurenbereich vorhanden ist.
TCPP ist ein Ersatzstoff für Tris(2-chlorethyl)phosphat (TCEP) und wird seit 1960 in steigendem Umfang eingesetzt.

## Stoffbewertung
TCPP zählt zu den chemischen Substanzen, die in großen Mengen hergestellt werden („High Production Volume Chemical“, HPVC) und für die von der Organisation für wirtschaftliche Zusammenarbeit und Entwicklung (OECD) eine Datensammlung zu möglichen Gefahren („Screening Information Dataset“, SIDS) angefertigt wurde.